# Малефисента (фильм)
«Малефисента» (англ. Maleficent) — американский фэнтезийный фильм 2014 года режиссёра Роберта Стромберга, снятый по сценарию Линды Вулвертон, с Анджелиной Джоли, Эль Фэннинг и Шарлто Копли в главных ролях. Картина является ремейком и спин-оффом диснеевского мультфильма 1959 года «Спящая красавица», а также вольным пересказом и переосмыслением самой сказки, который посвящён Малефисенте, главной антагонистке оригинального мультфильма.
Премьера фильма состоялась 28 мая 2014 года в Голливуде, в США фильм вышел в прокат 30 мая,
в СНГ — 29 мая. Фильм получил в основном смешанные отзывы от кинокритиков, но, несмотря на это, оказался коммерчески успешным, собрав в международном прокате более 758 млн долларов.

## Сюжет
Юная и очень добрая фея Малефисента живёт на Топких Болотах в окружении различных волшебных существ. Однажды она знакомится с мальчиком Стефаном из мира людей, и между ними сразу же возникает взаимная дружба, которая со временем перерастает в любовь. Однако с годами Стефан всё более отдаляется от Малефисенты.
Когда Малефисенте исполняется двадцать лет, на Топкие Болота нападает армия короля Генри, который всегда желал овладеть их богатствами. Малефисента и другие волшебные создания встают на защиту своего дома и побеждают, а самой фее удаётся тяжело ранить короля. Король Генри, находясь при смерти от раны, объявляет, что любой, убивший Малефисенту, наследует трон и женится на его дочери, принцессе Лейле. Некоторое время спустя к Малефисенте на Болота приходит Стефан и предупреждает её об опасности. Малефисента верит ему, и весь следующий вечер они проводят вместе, пока фея неожиданно не засыпает под действием снадобья, которое дал ей Стефан. Стефан хочет убить фею, но не может заставить себя сделать это. Он отрезает крылья Малефисенты и забирает их с собой, чтобы предъявить королю Генри в качестве доказательства смерти защитницы Болот.
Наутро Малефисента обнаруживает, что Стефан отрезал ей крылья, но не может понять причину этого поступка. Некоторое время спустя фея спасает от смерти ворона по имени Диаваль, и тот в благодарность соглашается служить ей. С его помощью Малефисента узнаёт, что Стефан предал её и отрезал ей крылья ради того, чтобы стать королём. Придя в яростное бешенство, озлобленная фея возвращается на Болота и провозглашает себя их королевой.
Спустя некоторое время Диаваль сообщает Малефисенте, что у Стефана родилась дочь, и по этому случаю назначены крестины. Желая отомстить Стефану, Малефисента в день крестин является в замок и сначала говорит, что не держит зла на него, но затем накладывает на дочь Стефана Аврору нерушимое злое заклятье: в день своего шестнадцатилетия принцесса уколет палец о веретено и заснёт беспробудным сном. Король Стефан умоляет фею о снисхождении, и тогда Малефисента в утешение добавляет, что Аврора сможет очнуться ото сна с помощью поцелуя любви. Испугавшись за себя и за дочь, Стефан отдаёт девочку трём феям — Нотграсс, Флитл и Фислвит, которые отвозят её глубоко в лес, а сам прячется в собственном замке, заодно отдав приказ уничтожить в королевстве все прялки.
Малефисента окружает Болота непроходимой Терновой Стеной, чтобы оградить их от нападений солдат Стефана. Сам Стефан постепенно впадает в безумие, и даже отказывается повидать умирающую жену. Король охвачен лишь мыслью о жестокой мести фее. Он готовит ловушку для Малефисенты, поскольку уверен, что в день 16-летия Авроры фея обязательно появится в замке.
Малефисента узнаёт, что феи вместе с Авророй поселились в лесном домике, и, несмотря на свою изначальную неприязнь к малышке, начинает за ней незаметно приглядывать и даже ухаживать, поскольку феи оказываются довольно посредственными няньками. Со временем Малефисента всё больше привязывается к любознательной и дружелюбной девочке.
Когда Авроре исполняется пятнадцать лет, девушка впервые сама знакомится с Малефисентой. Фея показывает Авроре Болота и их обитателей, которые девушке очень нравятся. Малефисента за прошедшие годы прониклась к девушке симпатией и решает снять заклятье, но у неё не получается это сделать, поскольку заклятье нерушимо и вечно, и никому не дано его снять. Проходит время, и до дня рождения Авроры остаётся один день. Желая спасти девушку от собственного заклятья, Малефисента предлагает ей поселиться на Болотах, подальше от всяких веретён. Аврора соглашается и сообщает об этом своим «тётушкам». Феи в ответ рассказывают девушке о её происхождении и проклятии. Сильно разозлившись на Малефисенту, Аврора в тот же день возвращается к отцу.
Малефисента понимает, что Аврора находится в смертельной опасности, и решает спасти её. Она находит Филиппа (принца, с которым Аврора познакомилась незадолго до своего дня рождения) и вместе с ним и Диавалем отправляется в замок Стефана. Фея пытается успеть спасти девушку, но не успевает: Аврора укалывает палец о волшебное веретено, и проклятье сбывается. Тайком пробравшись во дворец, Малефисента отводит Филиппа в покои Авроры, и тот целует её, но принцесса не просыпается. Решив, что всё потеряно, Малефисента раскаивается в своём давнем злом поступке перед спящей Авророй и сама целует её в лоб. От поцелуя материнской любви девушка просыпается.
Малефисента, Аврора и Диаваль пытаются незаметно покинуть замок, но тут фея попадает в ловушку, подготовленную Стефаном и его солдатами. Она пытается спасти себя, превратив Диаваля в дракона, но тот сам оказывается в ловушке. Стефан пытается убить ослабленную Малефисенту, но она успевает спасти Аврору, которая возвращает фее её давно украденные крылья. Вновь обретя крылья, Малефисента уносит Стефана на высокую башню, но в последний момент решает пощадить его и уходит. Стефан, улучив момент, бросается на уходящую фею и погибает, упав с высокой башни вниз.
Победив Стефана, Малефисента вместе с Диавалем и Авророй возвращается на Болота, разрушает Терновую Стену и провозглашает Аврору новой королевой волшебного и человеческого королевств, зная, что девушка сможет достойно ими править.

## В ролях
- Анджелина Джоли — Малефисента[11][12]
  - Элла Пернелл — юная Малефисента[13][14]
  - Изабелль Моллой — Малефисента в детстве[15][16]
- Эль Фаннинг — Аврора[11][17]
  - Вивьен Джоли-Питт — пятилетняя Аврора[18][19]
  - Элеонор Уортингтон-Кокс — восьмилетняя Аврора[16][20]
  - Джанет Мактир — Аврора в старости (рассказчица, голос за кадром)[16]
- Шарлто Копли — Стефан[21][22]
  - Джексон Бьюз — юный Стефан[16][23]
  - Майкл Хиггинс — Стефан в детстве[16][24]
- Имельда Стонтон — Нотграсс[11][25]
- Лесли Мэнвилл — Флитл[11][25]
- Джуно Темпл — Фислвит[26][27]
- Сэм Райли — Диаваль[11][28]
- Брентон Туэйтес — Филипп[29][30]
- Кеннет Крэнем — король Генри[25][31]
- Ханна Нью — принцесса Лейла[32][33]
- Сара Флинд — служанка принцессы Лейлы[16][23]
- Энгус Райт — советник короля Генри[16][23]
- Оливер Малтман — советник короля Генри[16][23]
- Гари Каргилл — придворный[16][23]
- Джон О’Тул — придворный[16][23]
- Гарри Эттвелл — придворный[16][23]
- Энтони Мэй — придворный[16][23]
- Джеймс Хикс — военный придворный[16][23]
- Стефан Чейз — генерал[16][23]
- Марк Кавен — генерал[16][23]
- Крис Линей — слуга[16][23]
- Джэми МакЛахлан — солдат в лесу[16][23]
- Шон Смит — солдат в лесу[16][23]
- Джон МакМиллан — капитан[16][23]
- Тим Трелоа — фермер[16][23]
- Питер Дж. Рид — стражник[16][23]
- Марама Корлетт — служанка[16][23]
- Лайам МакКенна — капитан короля Генри[16][23]
- Стивен Кри — смотритель[16][23]

## Создание

### Препродакшн и распределение должностей
В мае 2009 года появилась информация, что американский кинорежиссёр Брэд Бёрд планирует снять приключенческий художественный фильм о Малефисенте, злодейке из диснеевского мультипликационного фильма «Спящая красавица» (1959), с Анджелиной Джоли в главной роли. В январе 2010 года было объявлено, что режиссёром фильма станет Тим Бёртон, но в мае 2011 года Бёртон заявил, что покидает проект из-за желания сосредоточиться на создании новой экранизации фильма 1984 года «Франкенвини». Тогда студия Disney решила взять на должность режиссёра Дэвида Йейтса, режиссировавшего четыре заключительных фильма о Гарри Поттере, однако 6 января 2012 года стало известно, что режиссёром фильма станет дебютант Роберт Стромберг, художник-постановщик фильмов «Аватар» и «Алиса в Стране чудес», обладатель двух премий «Оскар». Сценаристом для фильма стала Линда Вулвертон, ранее работавшая над сценариями для фильмов «Алиса в Стране чудес», «Красавица и Чудовище» и «Король Лев». Продюсером для фильма должен был стать Ричард Дэррил Занук, до его смерти в июле 2012 года. Съёмки «Малефисенты» начались 18 июня 2012 года в Бакингемшире. Постпродакшн был назначен на 5 октября 2012 года.

### Первоначальные даты выхода
Выход фильма изначально должен был состояться 14 марта 2014 года, но вскоре он был перенесён на 2 июля 2014 года в связи с выходом другого фильма студии Disney, «Маппеты 2», но в сентябре 2013 года стало известно, что дата выхода фильма перенесена на 30 мая 2014 года.

### Музыка
Музыкальное сопровождение к фильму «Малефисента» было написано американским композитором Джеймсом Ньютоном Ховардом. Официальный саундтрек был выпущен 27 мая 2014 года. 23 января 2014 года было объявлено, что певица Лана Дель Рей запишет кавер-версию песни «Once Upon a Dream» (с англ. — «Однажды во сне») из оригинального мультфильма 1959 года в качестве главного саундтрека.
Лана Дель Рей была выбрана исполнительницей песни самой Анджелиной Джоли. Сингл был выпущен 26 января.

### Список композиций
| №   | Название                  | Исполнитель          | Длительность |
| --- | ------------------------- | -------------------- | ------------ |
| 1.  | «Maleficent Suite»        | Джеймс Ньютон Ховард | 6:38         |
| 2.  | «Welcome to the Moors»    | Джеймс Ньютон Ховард | 1:05         |
| 3.  | «Maleficent Flies»        | Джеймс Ньютон Ховард | 4:39         |
| 4.  | «Battle of the Moors»     | Джеймс Ньютон Ховард | 4:58         |
| 5.  | «Three Peasant Women»     | Джеймс Ньютон Ховард | 1:04         |
| 6.  | «Go Away»                 | Джеймс Ньютон Ховард | 2:26         |
| 7.  | «Aurora and the Fawn»     | Джеймс Ньютон Ховард | 2:28         |
| 8.  | «The Christening»         | Джеймс Ньютон Ховард | 5:30         |
| 9.  | «Prince Phillip»          | Джеймс Ньютон Ховард | 2:29         |
| 10. | «The Spindle's Power»     | Джеймс Ньютон Ховард | 4:35         |
| 11. | «You Could Live Here Now» | Джеймс Ньютон Ховард | 2:26         |
| 12. | «Path of Destruction»     | Джеймс Ньютон Ховард | 1:48         |
| 13. | «Aurora in Faerieland»    | Джеймс Ньютон Ховард | 4:41         |
| 14. | «The Wall Defends Itself» | Джеймс Ньютон Ховард | 1:06         |
| 15. | «The Curse Won't Reverse» | Джеймс Ньютон Ховард | 1:21         |
| 16. | «Are You Maleficent?»     | Джеймс Ньютон Ховард | 2:10         |
| 17. | «The Army Dances»         | Джеймс Ньютон Ховард | 1:28         |
| 18. | «Phillip's Kiss»          | Джеймс Ньютон Ховард | 2:20         |
| 19. | «The Iron Gauntlet»       | Джеймс Ньютон Ховард | 1:35         |
| 20. | «True Love's Kiss»        | Джеймс Ньютон Ховард | 2:33         |
| 21. | «Maleficent Is Captured»  | Джеймс Ньютон Ховард | 7:42         |
| 22. | «The Queen of Faerieland» | Джеймс Ньютон Ховард | 3:25         |
| 23. | «Once Upon a Dream»       | Лана Дель Рей        | 3:20         |

### Кассовые сборы
«Малефисента» заработала в североамериканском прокате 241,4 млн долларов. В остальных странах фильм заработал в общей сложности 517 млн долларов. Мировые сборы фильма составили 758,4 млн долларов.

## Восприятие критиками
Фильм получил смешанные отзывы от кинокритиков, которые похвалили актёрское исполнение Анджелины Джоли и визуальные эффекты фильма, но раскритиковали его сюжет. Также была высказана мысль, что от фильма «за версту веет радикальным феминизмом на грани мужененавистничества. Присутствие мужчин в жизни главных героинь несет либо разрушительный, либо нейтрально-бесполезный характер». На сайте Rotten Tomatoes рейтинг одобрения фильма составляет 54 % на основе 279 рецензий и средней оценки 5,70/10. На Metacritic фильм имеет средневзвешенную оценку 56 из 100, основанную на отзывах 44 критиков, что указывает на «смешанные или средние отзывы», зрители же оценили фильм в 6.9 баллов из 10, что также указывает на средние отзывы.
Игра Анджелины Джоли в фильме была неоднократно похвалена критиками. Робби Коллин из издания The Telegraph в своём отзыве написал, что «новой интерпретации Спящей красавицы не хватает истинного очарования, но Анджелина Джоли спасает положение».

### Российские отзывы
Корреспондент Денис Корсаков из газеты «Комсомольская правда» в своём отзыве написал, что «„Малефисента“ — великолепная сказка, может быть, лучшая голливудская сказка, вышедшая на экраны за много лет».
Обозреватель радиостанции «Вести ФМ» Антон Долин написал, что «фильм содержит еретический дуализм, который скрадывает все очевидные минусы и делает фильм если и не стопроцентно удавшимся, но, бесспорно, очень интересным и ни на что не похожим».
Обозреватель Сергей Оболонков из журнала The Hollywood Reporter в своём отзыве описал «Малефисенту» «волшебной сказкой, которая, несмотря на вывернутый сюжет, вполне способна не только заинтересовать юных зрителей, но и вызвать определённое любопытство у их родителей».
Журнал «25-й кадр» выставил нейтральную оценку, назвав фильм «сильной трагедией — для тех, кому за шесть».
Имелись и критические отзывы о фильме. Обозреватель интернет-портала Film.ru Борис Иванов дал довольно негативный отзыв, назвав «Малефисенту» «внешне красивым, но сценарно беспомощным и недодуманным переиначиванием „Спящей красавицы“».
Сайт «Post Criticism» дал довольно негативный отзыв о фильме, написав, что «„Малефисента“ оказалась поразительно вульгарной и эталонно пустой, смотреть там решительно нечего ни взрослым, ни, тем более, детям».
В целом в России фильм получил преимущественно положительные отзывы, а российское издание «ELLE girl» в своём декабрьском номере 2014 года назвало фильм «Малефисента» сказкой года.

## Продолжение
3 июня 2014 года Анджелина Джоли намекнула на возможность продолжения. 15 июня 2015 года Дисней анонсировала продолжение с Линдой Вулвертон, которая вернется, чтобы написать сценарий, а Джо Рот будет продюсировать фильм. 26 апреля 2016 года было подтверждено, что Джоли вновь исполнит свою роль Малефисенты. 30 августа 2017 года Дисней нанял сценариста Джеза Баттерворта, чтобы переписать первоначальный сценарий Вулвертон. 3 октября 2017 года было сообщено, что Хоаким Роннинг («Пираты Карибского моря: Мертвецы не рассказывают сказки») ведет переговоры о постановке продолжения. В январе 2018 года сообщалось, что продолжение начнут снимать весной 2018 года и что Патрик Татопулос присоединился к съёмочной группе в качестве дизайнера. В апреле 2018 года было объявлено, что Эд Скрейн сыграет нового главного злодея в фильме, и что Эль Фаннинг вновь должна сыграть свою роль Авроры. Премьера продолжения «Малефисенты» состоялась 18 октября 2019 года.
В декабре 2023 года Анджелина Джоли рассказала, что вернётся к главной роли в третьей части фильма, который находится в разработке.